# Alibegovci
Alibegovci su naseljeno mjesto u sastavu općine Usora, Federacija Bosne i Hercegovine, BiH.

## Povijest
Prvobitni naziv sela bio je Barice, da bi nakon pogibije svdbene povorke Ali-Bega dobilo naziv Alibegovci. [nedostaje izvor]
Selo se do rata nalazilo u sastavu općine Doboja.

## Znamenitosti
Poznata znamenitost sela Alibegovci jest "uskrsna" ljuljačka. Ljuljačka je prvobitno pravljena od drveta, a svake bi se dvije godine pravila nova. Najveća uskrsna ljuljačka napravljena je 1982. i bila je visoka 11,20 metara. Godine 2007. postavljena je metalna ljuljačka visoka 7,30 metra. [nedostaje izvor]

## Stanovništvo
| Alibegovci         |                |                |                |
| godina popisa      | 1991.          | 1981.          | 1971.          |
| Hrvati             | 1.251 (86,87%) | 1.209 (89,95%) | 1.073 (89,41%) |
| Muslimani          | 136 (9,44%)    | 123 (9,15%)    | 109 (9,08%)    |
| Srbi               | 4 (0,27%)      | 5 (0,37%)      | 6 (0,50%)      |
| Jugoslaveni        | 32 (2,22%)     | 6 (0,44%)      | 2 (0,16%)      |
| ostali i nepoznato | 17 (1,18%)     | 1 (0,07%)      | 10 (0,83%)     |
| ukupno             | 1.440          | 1.344          | 1.200          |

## Vanjske poveznice
- Satelitska snimka[neaktivna poveznica]